# Jeugdherberg

Logo Hostelling International

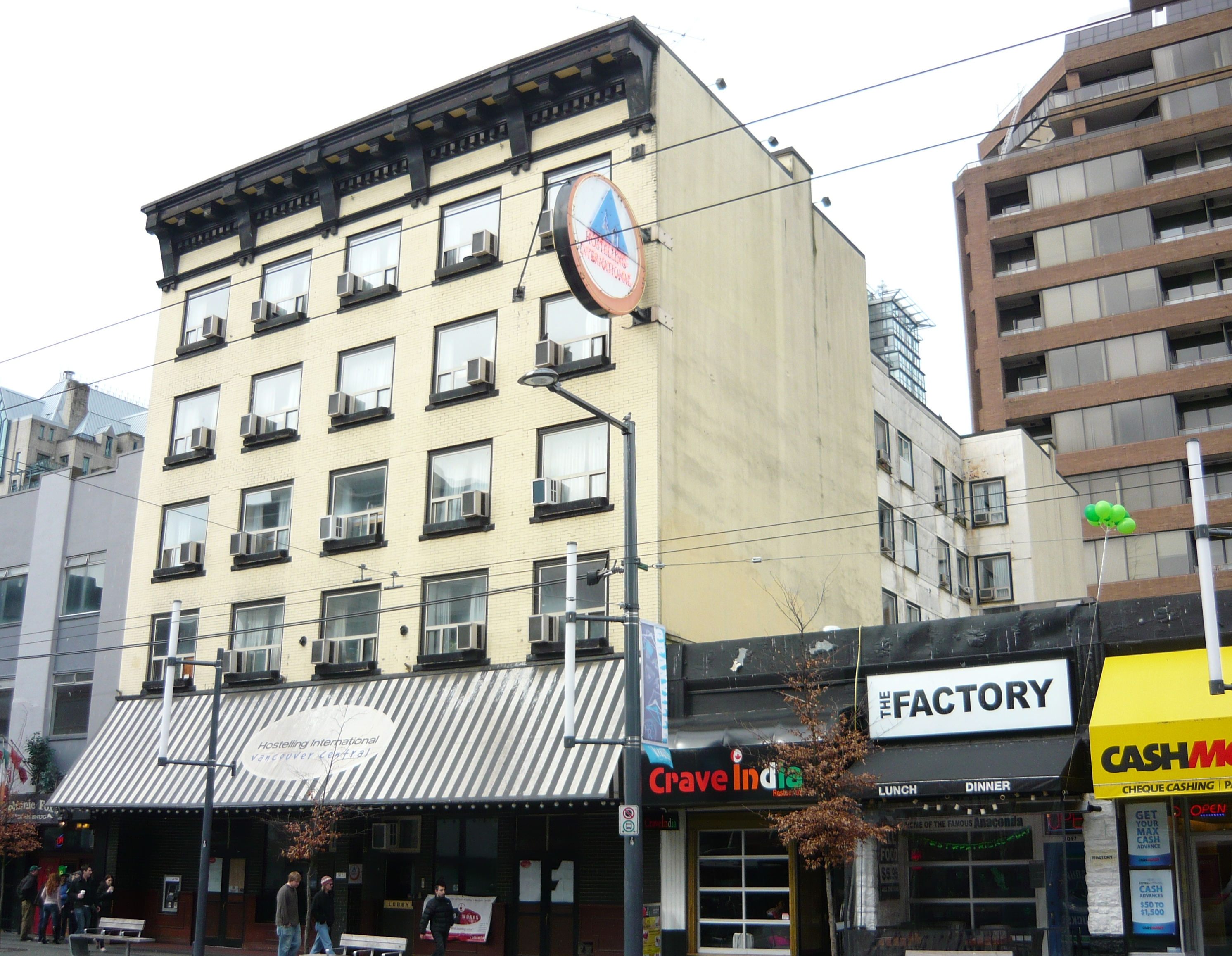
Vancouver Central Hostel, Vancouver, Canada

Een jeugdherberg is een goedkope overnachtingsgelegenheid voor met name jongeren op vakantie of doorreis. In principe accepteren alle accommodaties gasten van alle leeftijden, zowel individueel als in groepsverband. Ook gezinnen met kinderen zijn welkom, maar incidenteel kan voor kinderen een leeftijdsondergrens gehanteerd worden.
Jeugdherbergen zijn gewild onder rugzaktoeristen (backpackers).
De term hostel wordt vaak gebruikt als synoniem voor jeugdherberg. Dit moet niet verward worden met de term jeugdhotel, een horecagelegenheid tot verblijf van jongeren gedurende een van tevoren geboekte periode, eventueel aangevuld met emolumenten, zoals excursies in de omgeving of een dag uit met een touringcar.

## Hostelling International
Jeugdherbergen zijn wereldwijd via landelijke instellingen aangesloten bij de koepel Hostelling International (voorheen International Youth Hostel Federation), een organisatie zonder winstoogmerk met meer dan 4.000 herbergen in zo'n tachtig landen.

## Geschiedenis
De eerste jeugdherberg werd in 1912/14 door Richard Schirrmann, de bedenker van deze overnachtingsmogelijkheid, geopend in kasteel Burg Altena in Altena (Duitsland). De oude kamers zijn te bezichtigen als museum; de herberg bevindt zich nu op een andere locatie op het terrein. De eerste aanzet tot de jeugdherberg van Schirrmann was in 1907 gegeven door een semi-jeugdherberg in de school van Altena. Schirrmann was zelf onderwijzer.
De opbloei van de jeugdherbergen was nauw verbonden met de opkomende trekkersbeweging, met inspiratie vanuit de Duitse Wandervogel.

## Verblijf
Hostels verzorgen accommodatie voor individuele personen, gezinnen en groepen. In een jeugdherberg kan een bed (meestal is dit een stapelbed) gehuurd worden in een meerpersoonskamer voor gemiddeld één tot drie nachten. De kamers hebben vaak eigen sanitair. Vaak zijn er ook privékamers aanwezig.
Veel herbergen verzorgen maaltijden en/of hebben een gemeenschappelijke keuken waarin men zelf kan koken.
Een aantal jeugdherbergen staat een langer verblijf toe, afhankelijk van het seizoen en de beschikbare ruimte.

## Nederland en Vlaanderen

### Nederland
In Nederland bevinden zich 20 jeugdherbergen van Stayokay. In België kent men de Vlaamse JeugdHerbergen (VJH, Vlaanderen) en Les Auberges de Jeunesse (LAJ, Wallonië).
In Nederland werd in 1929 de Nederlandse Jeugdherbergcentrale (NJHC) opgericht. De oudste (1933) nog bestaande jeugdherberg van Nederland bevindt zich in Rhijnauwen in de gemeente Bunnik bij Utrecht. Traditioneel kon de prijs van het verblijf in een jeugdherberg laag zijn omdat de gebruikers zelf de huishoudelijke werkzaamheden verrichtten. Dit komt niet meer voor. Ook anderszins zijn veel jeugdherbergen gemoderniseerd en wat betreft naamgeving worden deze voorzieningen vaak hostel genoemd. Ook de naam van de Nederlandse organisatie veranderde: sinds 2003 heet de NJHC Stayokay.

### Vlaanderen
De eerste jeugdherberg in Vlaanderen opende op 30 en 31 mei 1936 in Zoersel. De accommodatie bestaat nog steeds en is de enige VJH-locatie die geheel draaiende wordt gehouden door vrijwilligers.